# Azonos nemű párok gyermekvállalása
Az azonos nemű párok gyermekvállalása kapcsán két különálló kérdés merül fel: az egyik az azonos nemű párok gyermekvállalásának mikéntje, a másik az azonos nemű szülők – különösen a nem biológiai szülő(k) – és a gyermek közti kapcsolat törvényi szabályozása.
A homoszexuális emberek gyermekvállalását általában sehol sem tiltják. A homoszexuális irányultság nem akadálya a saját gyermek vállalásának (a biológiai szülőket szexuális orientációjuktól függetlenül szülőknek ismerik el), és a legtöbb országban a homoszexuális személyek által történő örökbefogadásnak sincs törvényi akadálya (bár ebben az esetben az azonos nemű párnak általában csak az egyik tagja lesz törvényesen szülő). A melegek és leszbikusok számára tehát nem az a fő kérdés, hogy juthatnak gyermekhez, hanem miképp ismertessék el az azonos nemű pár mindkét tagját törvényes szülőnek.
Bár az azonos nemű párok gyermekvállalása körül kialakult társadalmi viták arról szólnak, jó-e az, ha melegek és leszbikusok gyermeket nevelnek, az állam szempontjából valójában csak két kérdés merül fel
- megkönnyítsék-e a melegek és leszbikusok gyermekvállalását (a mesterséges megtermékenyítés, örökbefogadás, béranyaság melegek és leszbikusok számára kedvező szabályozásával), illetve hogy
- lehetővé tegyék-e, hogy egy gyermeknek egy azonos nemű pár mindkét tagja törvényes szülője legyen.

## Háttér

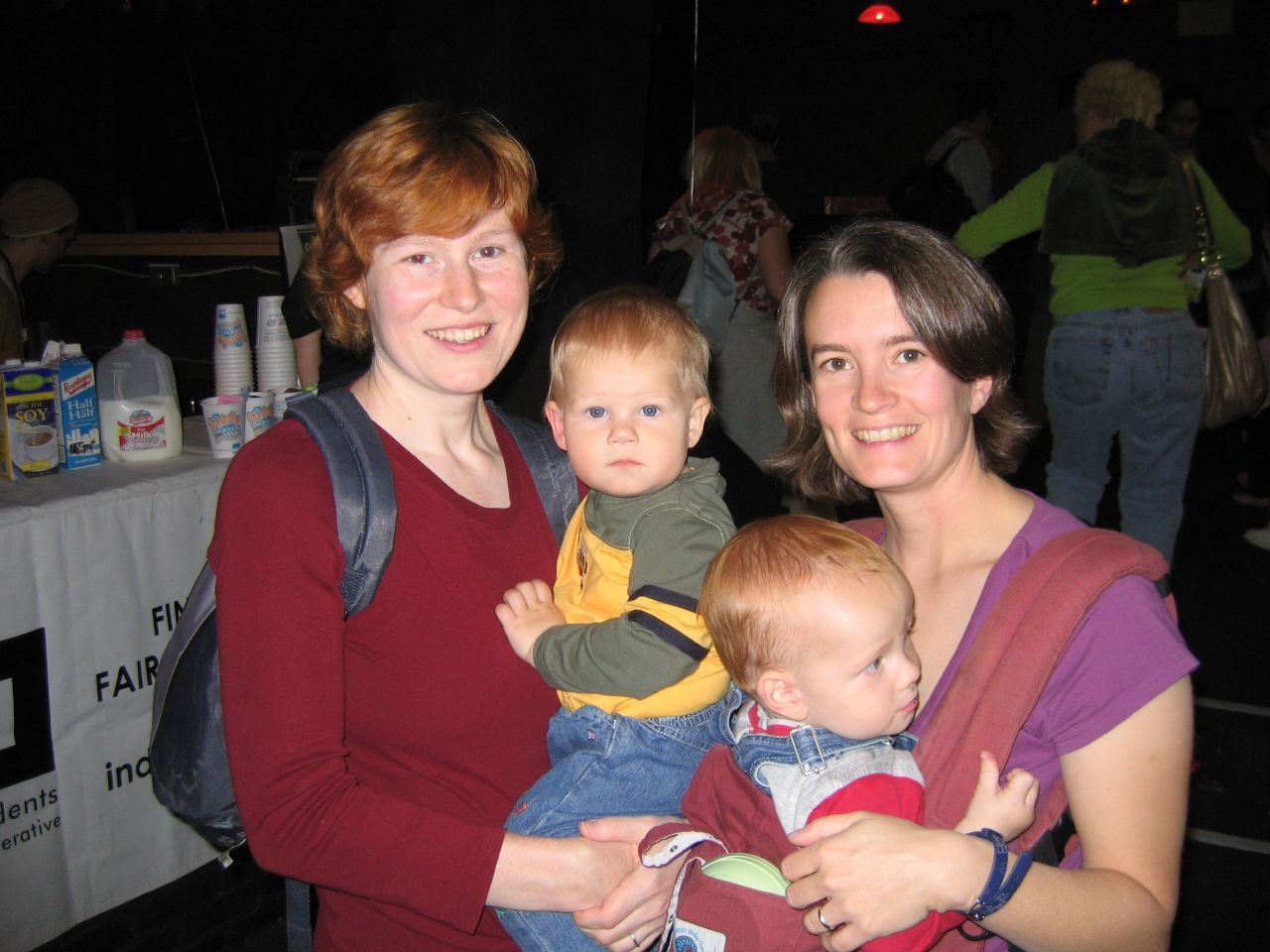

A gyermek szempontjából a legfontosabb, hogy stabil és szerető közegben nőjön fel, amihez a szülők szexuális orientációnak semmi köze. A nukleáris család nem az egyetlen közeg, ahol a gyermek példaképekkel találkozik, számos lehetősége van (tágabb család, óvoda-iskola, média), hogy a szüleitől eltérő nemű emberekkel találkozzon. Az egyedülálló szülők által nevelt gyermekek sem találkoznak közvetlenül más nemű felnőttekkel a családban, mégsem tartja őket senki alkalmatlannak a gyermeknevelésre. Az elmúlt évek során végzett pszichológiai kutatások kimutatták, hogy az azonos nemű párok által nevelt gyermekek körében nem gyakoribbak a nemi szerepzavarok, és nem lesznek nagyobb arányban homoszexuálisok, mint a különböző nemű párok által nevelt gyermekek. A szexuális irányultság családon belüli „átörökítéséről” szóló elméletek már csak azért is problémásak, mert a homoszexuális emberek döntő többsége heteroszexuális családban nevelkedett. Ráadásul a kérdés irreleváns, mivel a heteroszexualitás és a homoszexualitás azonos értékű, ezért lényegtelen, hogy milyen lesz a gyermek szexuális orientációja, feltéve, ha nem a társadalmat, hanem az individuumot tartjuk primer elemnek. A gyermeket érő esetleges atrocitások kérdése fontos probléma, de ezen nem a gyermekvállalás megnehezítésével, hanem az előítéletek elleni fellépéssel kell segíteni. Más diszkriminált csoportoknak (például romáknak) sem tiltjuk meg a gyermekvállalást, azon az alapon, hogy a gyermeket majd hátrányok érik. Az azonos nemű párok gyermekvállalásának megkönnyítése révén olyan párok is vállalnának gyermeket, akik korábban nem, ezáltal épphogy nőhetne a gyermekszám. A meleg és leszbikus párok gyermeknevelését nem a homoszexualitás sajátossága akadályozza, hanem az azonos nemű párok gyermeknevelését megnehezítő törvények. Az, hogy elmarad az azonos nemű párok gyermekvállalásának törvényi elismerése, ráadásul ellentmond a családok és gyermekek a védelmét előíró alkotmányos alapelveknek, mivel az azonos nemű szülőkből álló családokba született gyermekeknek az állam nem biztosítja ugyanazt a védelmet, amit a heteroszexuális családba született gyermekek számára.

## Saját (biológiai) gyermek vállalása
Leszbikus nők esetében a gyermekvállalás elvileg könnyű, hiszen egy gyermek születésénél a férfinak csak a megtermékenyítésben van nélkülözhetetlen szerepe. Akár egy bizalmas férfi-barát, akár egy mit sem sejtő alkalmi partner is hozzásegítheti a nőt a kívánt gyermekhez. Sok leszbikus nő szerint azonban ez megalázó, ezért a mesterséges megtermékenyítést részesítik előnyben. Különbséget kell tenni az anonim és a nem anonim mesterséges megtermékenyítés között: míg az anonim mesterséges megtermékenyítés esetében a sperma-donor személye ismeretlen, nem anonim mesterséges megtermékenyítés esetében a sperma-donor általában az anya párja (férje, élettársa) vagy más ismerőse. Vannak országok (így például Magyarország), ahol a nem anonim mesterséges megtermékenyítésnek feltétele, hogy a sperma-donor és az anya között párkapcsolat álljon fenn, így ez a lehetőség nem áll nyitva leszbikus nők számára.
Meleg férfiak esetében a saját gyermek vállalása bonyolultabb, hiszen szükség van egy nőre, aki vállalja a megtermékenyítést (természetes úton vagy mesterséges megtermékenyítés révén), a gyermek kihordását és megszülését. Mesterséges megtermékenyítés esetén természetesen itt csak a nem anonim megtermékenyítés merül fel. Mivel a terhesség és a szülés jóval nagyobb terheket ró az anyára, mint a sperma-adományozás az apára, felmerül a kérdés, hogy részesülhet-e a „béranya” v. „dajkaanya” anyagi ellenszolgáltatásban.

## A nem biológiai szülő szerepe
Az azonos nemű párok gyermekvállalása kapcsán az egyik fő kérdés, hogyan jöhet létre törvényesen elismert szülő-gyermek kapcsolat a gyermek és a nem biológiai szülő között. Az első megközelítésben az a tény, hogy a nem biológiai szülő azonos nemű partner párkapcsolatban (regisztrált élettársi kapcsolatban vagy házasságban, ahol erre van lehetőség) él a biológiai anyával/apával, vele közösen vállalkozik a gyermekvállalásra, önmagában is elég arra, hogy automatikusan a gyermek törvényes szülőjévé váljon. A másik megközelítés szerint a heteroszexuális párok apasági elismerő nyilatkozatához hasonlóan, a biológiai szülő azonos nemű partnere egy elismerő nyilatkozat megtételével válik szülővé. A harmadik megközelítés szerint a nem biológiai partner úgy válhat szülővé, hogy örökbe fogadja partnere biológiai gyermekét (ekkor a mostohagyermek örökbefogadásáról beszélünk).
Mindhárom esetben felmerül a másik biológia szülő szerepe. Egyértelmű a helyzet, ha a biológiai szülő nem kíván részt venni a gyermek nevelésében. A probléma akkor jelentkezik, ha másik biológiai szülő valamilyen módon részt szeretne venni a gyermek nevelésében: állhat-e a gyermek egyszerre három szülő felügyelete alatt, van-e a szülői felügyeletről lemondott biológiai szülőnek kapcsolattartási joga? Kötelezett-e gyermektartás fizetésére? További fontos kérdés, hogy a párkapcsolat felbomlása esetén előjogok illetik-e meg a biológiai szülőt a gyermek elhelyezésének kérdésében, vagy a két félre egyenrangú szülőként kell tekinteni, és a bíróság a különböző nemű párokhoz hasonlóan csak a szülői alkalmasságot veheti figyelembe a gyermek elhelyezésének eldöntésében

## Az örökbefogadás
Az örökbefogadás kapcsán négy különböző esetet érdemes megkülönböztetni. Az első esetben a pár egyik tagja sem biológiai szülője a gyermeknek, és csak egyikük fogadja örökbe a gyermeket (a másik tag mostoha- vagy nevelőszülő). Ebben az esetben közösen nevelik ugyan a gyermeket, de törvényesen csak egyikük válik a gyermek szülőjévé. Az örökbefogadásnak ezt a formáját szinte minden országban engedélyezik, bár több országban nehezítik meg a melegek és leszbikusok ez úton történő gyermekhez jutását az által, hogy elsőbbséget biztosítanak a heteroszexuális pároknak.
A második esetben a gyermek az azonos nemű pár egyik tagjának sem a biológiai gyermeke, és a pár mindkét tagja egyszerre fogadja örökbe a gyermeket. Ilyen közös örökbefogadás a melegek és leszbikusok számára Andorrában, Belgiumban, Dániában, az Egyesült Királyságban, Finnországban, Hollandiában, Izlandon, Izraelben, Liechtensteinben, Máltán, Norvégiában, Spanyolországban, Svédországban, Uruguayban valamint Kanada és az Egyesült Államok egyes tartományaiban/államaiban érhető el.
A harmadik esetben a pár egyik tagjának biológiai gyermekét fogadja örökbe a pár másik tagja. Ezt nevezik a partner gyermeke örökbefogadásának. Ez a lehetőség melegek és leszbikusok számára  a második pontban említett országok mellett nyitva áll Észtországban, Németországban és Szlovéniában.
A negyedik eset átmenet a második és a harmadik eset között, ilyenkor a pár egyik tagja partnerének korábban örökbefogadott gyermekét fogadja örökbe.

## Nevelőszülőség
Végül meg kell említeni a nevelőszülőség intézményét. Ez olyan gyermekek esetében alkalmazható, akit még nem fogadtak örökbe, vagy akinek örökbefogadására nincs esély. Ekkor a nevelőszülő nem válik a gyermek törvényes szülőjévé, csak neveli a gyermeket, esetleg gyámként is eljár. Vannak országok, ahol nevelőszülőnek csak a pár egyik tagját nevezik ki, a házastársnak/élettársnak csak hozzá kell járulni a gyermek elhelyezéséhez. A legtöbb országban azonos nemű párok vagy azonos nemű pár egyik tagja is lehet nevelőszülő. Ebben az esetben felmerül, hogy ha a nevelésre alkalmas a pár, akkor az örökbefogadásra miért nem.

## Azonos nemű párok gyermekvállalása Magyarországon
A Központi Statisztikai Hivatal adatai alapján a 2022-es népszámlálás idején több mint 4 ezer szivárványcsalád élt Magyarországon.

### Mesterséges megtermékenyítés
Magyarországon az egészségügyi törvény alapján mesterséges megtermékenyítés csak heteroszexuális párok és meddő vagy idősödő egyedülálló nők számára érhető el, az egyedülálló nők számára csak anonim sperma felhasználásával. A törvény szerint tehát leszbikus párok mesterséges megtermékenyítésben nem vehetnek részt, egyedülálló leszbikusok (ha meddők vagy idősödőek) igen. A bejegyzett élettársi kapcsolatról szóló törvény szerint a mesterséges megtermékenyítés kapcsán a házasságra vonatkozó szabályokat a bejegyzett élettársakra nem kell alkalmazni, vagyis a leszbikus bejegyzett élettársak sem vehetnek részt mesterséges megtermékenyítésben. Mivel azonban a (be nem jegyzett) élettársi kapcsolat könnyen letagadható, nem zárható ki, hogy ezáltal leszbikus párok is gyerekhez jussanak. Az élettársi kapcsolat letagadása azonban okirathamisításnak minősül, és mint olyan büntetőfeljelentést vonhat maga után. Mivel spermát adományozni párkapcsolaton kívül csak anonim módon lehet, meleg férfiak mesterséges megtermékenyítéssel csak akkor lehetnek szülők, ha a gyermek kihordását vállaló nő az eljárásban a férfi házastársaként vagy élettársaként vesz részt. Az élettársi kapcsolatra vonatkozó hamis állítás okirathamisításnak minősül, és mint olyan büntetőfeljelentést vonhat maga után.

### Örökbefogadás
Melegek és leszbikusok, akár párkapcsolatban élve is, örökbefogadhatnak gyermeket, de a párnak csak az egyik tagja lesz a gyermek törvényes szülője. További nehézség, hogy a törvény a (különnemű) házastársak általi örökbefogadást preferálja, így azonos nemű párok csak olyan gyermeket fogadhatnak örökbe, aki másnak már nem kellett. Közös gyermekké fogadásra a meleg és leszbikus pároknak nincs lehetőségük: az azonos nemű mindkét tagja egyszerre nem fogadhat örökbe egy gyermeket, és arra sincs lehetőség, hogy a partner által korábban örökbefogadott gyermeket fogadja örökbe az azonos nemű partner. Az országgyűlés 2020. december 15-én megszavazta a 2012 óta hatályos alaptörvény kilencedik módosítását, amelybe belefoglalták a következő mondatot: "Az anya nő, az apa férfi.". Alaptörvényi szintre emelve ezzel az azonos nemű párok gyerekvállalási lehetőségének megakadályozását. A 2012-ben hatályba lépett Alaptörvény kimondja, hogy a házasság kizárólag nő és férfi között köttethet. Örökbefogadás 2020 decemberétől csak számukra lehetséges.

### Partner elismerése szülőként
A hatályos jogszabályok nem teszik lehetővé, hogy a szülő azonos nemű partnere a gyermeket örökbefogadja, mivel erre csak (különnemű) házastársak esetén van lehetőség. Az Országgyűlés által 2009-ben elfogadott, de később visszavont új Ptk.  az élettársak – így az azonos nemű élettársak – számára is lehetővé tette volna a partner vér szerinti vagy korábban örökbefogadott gyermekének örökbefogadását, így két lépésben a pár mindkét tagja a gyermek szülőjévé válhatott volna. Ez a lehetőség a bejegyzett élettársak számára nem lett volna elérhető. A végül 2014 márciusában hatályba lépett új Ptk.-ban ez a lehetőség nem szerepel.
A jogszabályok a szülő bejegyzett élettársát mostohaszülőnek, élettársát pedig nevelőszülőnek tekintik, és ezáltal bizonyos jogokat és kötelezettségeket rónak a szülő azonos nemű partnerére. A mostoha- és nevelőszülő a kapcsolat fennállása alatt köteles mostohagyermekét eltartani. A mostoha és nevelőszülők részt vehetnek a gyermek gondozása, nevelése során egyes jogok és kötelezettségek gyakorlásában. A volt mostoha- és nevelőszülőt a bíróság a kapcsolat megszakadása esetén feljogosíthatja a gyermekkel való kapcsolattartásra.